# أحمد مهنا
أحمد عبّاس مِهَنّا (1923 - 25 أكتوبر 2003) شاعر وروائي سوري. ولد في قرية الزيادية من منطقة جبلة في محافظة الللاذقيّة. درس في مدارس القرى القريبة، ولم يتم تعليمه، واتّجه إلى الزراعة. ثقّف نفسه بمطالعته الكتب الأدبية. انتسب إلى الحزب الشيوعي السوري. من دواوينه الشعرية ثورة النّعم 1963 والنّهوض 1981 وله روايات مخطوطة. توفي في قرية عين الشرقية.

## سيرته
ولد أحمد بن عباس مهنا ولد في قرية الزيادة في سنة 1342 هـ/ 1923 م من منطقة جبلة في محافظة اللاذقيّة السورية.
تلقى علومه الأولى في الكتاب بالقرى القريبة، ثم قصد قرية عين الشرقية، والتحق بمدرستها، ولكنه ما لبث أن ترك التعليم مبكرًا واتّجه إلى عمل في الزراعة.

انتسب إلى الحزب الشيوعي السوري في أواسط الخمسينيات.

توفي أحمد مهنّا في قرية عين الشرقية في جبلة، اللاذقية في 25 أكتوبر 2003/ 29 شعبان 1424.

## شعره
كتب مهنا قصيدة التفعيلة وقصيدة النثر بالإضافة إلى القصائد الخليلية. التزم بالقضايا الوطنية، و«كان واضحاً في توجهه التقدمي في الأدب وفي الحياة».

ذكره عبد العزيز البابطين في معجمه وقال عنه «شاعر مجدد، تراوح شعره بين الموزون المقفى والشعر التفعيلي وقصيدة النثر، في شعره طابع إنساني، فكثير منه يعرض لواقع الحياة وما فيها من صور اليأس والشقاء، وبعض قصائده تتبنى موقفًا جماعيًا وتوجه خطابها لجماعة مفترضة، يعكس شعره ذاتًا مهمومة بالمجتمع ومعاناة الناس، فهو أقرب في اتجاهه إلى شعراء الواقعية، غير أنه لا يخلو من ملامح رومانسية تظهر في طيوف الشجن وسحابات التشاؤم التي تخيم على كثير من قصائده. مجمل شعره يتسم بلغة سلسة وتراكيب مشتبكة مع معانيه فتكون أكثر قوة وإيحاءً، وكثير من صوره ممتدة، فتكاد بعض قصائده تستحيل صورة واحدة على نحو ما نجد في قصيدة «شبحان» التي تتميز بدقة التصوير وعمق الصدق الفني.» 

## مؤلفاته
من دواوينه الشعرية:
- ثورة النغم، 1963،
- النهوض، 1981
- موسيقا ليلية، 1990

وله مسرحية إعادة تأهيل وثلاث روايات مخطوطة.